# ベーシストの一覧
ベーシストの一覧（ベーシストのいちらん）は、ウィキペディア日本語版、またはウィキペディア英語版に記事のある、ベースを演奏する音楽家の一覧。

## あ行
- アーヴェル・ショウ
- 青木智仁
- 明石昌夫
- 麻井寛史
- あさき
- 浅田孟
- アストン・バレット
- アダム・クレイトン
- 尼川元気
- アヤコノ
- 新井洋平
- アレックス・ジェームス
- アンソニー・ジャクソン
- アンディ・フレイザー
- アンディ・ベル
- イェスパー・ストロムブラード
- いかりや長介
- 伊賀航
- イーサーン
- 石川恵樹
- 石川俊介
- 石原聡
- 一本茂樹
- 伊藤広規
- 伊藤毅
- 犬塚弘
- 井上富雄
- 井野信義
- 今沢カゲロウ
- ヴァーダイン・ホワイト
- ヴァルグ・ヴィーケネス
- ヴィクター・ウッテン
- ウィル・リー[1]
- ヴィレ・フリマン
- 植田博之
- ウエノコウジ
- 内田雄一郎
- エイブラハム・ラボリエル
- 江川ほーじん
- エットレ・リゴッティ
- 江藤勲
- eiju
- 海老沼崇史
- ENRIQUE
- 大土井裕二
- 大橋雅人
- 大堀薫
- 大藪拓
- 岡沢章
- 岡田勉
- 岡野ハジメ
- 沖井礼二
- 沖山優司
- 小原礼
- 小里誠
- オルヴェ・エイケモ
- 恩田快人

## か行
- カール・サンダース
- KAIKI
- ガイ・ベリーマン
- 加賀八郎
- 柿沼清史
- 角野秀行
- 加瀬竜哉
- カジヒデキ
- 加藤直樹
- 加藤充
- KABA_3
- 亀川千代
- 亀田誠治
- ka-yu
- ガルダー
- かわいしのぶ
- 河上修
- 河口純之助
- 川崎哲平
- 川端民生
- KISAKI
- 岸部一徳
- 北里晃一
- キタニタツヤ
- 北山修
- 木下裕晴
- クマ原田
- 熊本野映
- クラウス・フォアマン
- クリス・ウォルステンホルム
- クリス・カークウッド
- クリス・スクワイア
- クリスチャン・アルヴェスタム
- クリスチャン・マクブライド
- クリス・ノヴォセリック
- 栗林誠一郎
- クリフ・バートン
- グレッグ・コーエン
- グレッグ・レイク
- グレン・ヒューズ
- グレン・ベントン
- グレン・マトロック
- 桑原康伸
- ゲイリー・カー
- ゲイリー・ピーコック
- ゲディー・リー
- KenKen
- KOHTA
- 肥塚良彦
- 後藤次利
- 小西康陽
- 小林和生
- 小林透
- 小林勝
- 子安文
- コリン・グリーンウッド

## さ行
- 坂倉心悟
- 坂本竜太
- 佐久間正英
- 櫻井哲夫
- 桜井賢
- 笹井隆司
- サティアー
- 佐藤征史
- サミ・ヒンカ
- サム・ジョーンズ
- 鮫島秀樹
- サモス
- 沢田泰司
- 三賀勝稔
- ジーン・シモンズ
- J
- ジェイ・マクキャスリン
- ジェイ・レオンハート
- ジェームス・ジェマーソン
- ジェフ・ウォーカー
- ジェフ・バーリン
- 重廣誠
- シド・ヴィシャス
- 柴田直人
- 島英二
- ジミー・ギャリソン
- 清水仁
- シャグラット
- ジャコ・パストリアス
- ジャック・ブルース
- シャーリー・ダンジェロ
- ジャン＝ジャック・バーネル
- しゅう
- SHUSE
- ジョーイ・ヴェラ
- ジョージア・ホワイト
- ジョン・ウェットン
- ジョン・エントウィッスル
- ジョン・ディーコン
- ジョン・パティトゥッチ
- ジョン・B・チョッパー
- ジョン・ポール・ジョーンズ
- ジョン・マイアング
- シレノス
- JIRO
- 調先人
- 須貝幸生
- 鈴木勲
- 鈴木淳
- 鈴木博文
- 鈴木良雄
- 鈴木渉
- スージー・クアトロ
- スコット・ラファロ
- スタンリー・クラーク
- スティーヴ・ハリス
- スティーブ・フォックス
- スティング
- 須藤満
- 須長和広
- 瀬川信二
- 関口和之
- 関根史織
- ゼノン石川和尚
- 仙波さとみ
- ゾッド星島親分

## た行
- タカツキ
- 髙野清宗
- 高橋和也
- 高橋ゲタ夫
- 高橋健二
- 高橋"Jr."知治
- タカ・ヒロセ
- 高水健司
- 瀧田イサム
- 滝本晃司
- ダグ・ウィンブッシュ：en:Doug_Wimbish
- 田口智則
- 武田祐介
- 田中豊雪
- 田中宏幸
- 田中徹也
- 多奈部聖士
- 田辺モット
- ダニー・トンプソン
- ダニエル・ロステン
- 種子田健
- ダフ・マッケイガン
- Tama
- 田村明浩
- ダリル・ジョーンズ
- タル・ウィルケンフェルド
- ダン・スワノ
- 千葉貴俊
- チャーリー・コーセイ
- チャーリー・ヘイデン
- チャールズ・ミンガス
- チャック・シュルディナー
- チャック・レイニー
- CHIROLYN
- DICK
- ティム・ボガート
- ティモシー・B・シュミット
- tetsuya
- 寺尾聰
- 寺尾次郎
- 寺岡呼人
- 寺川正興
- 寺沢功一
- 照井利幸
- TOKIE
- 徳永暁人
- Toshiya
- 戸城憲夫
- 戸田誠司
- 富倉安生
- ドナルド・ダック・ダン
- トニー・フランクリン
- トニー・レヴィン
- トミー・コグビル
- トム・ハミルトン
- TOMOMI
- ドリス・イエ
- トレヴァー・ホーン

## な行
- 直井由文
- 永井敏己
- 中尾憲太郎
- 中尾朋宏
- 長岡和弘
- 長岡道夫
- 中川敬輔
- 中村和彦
- 中村梅雀
- 中村正人
- NATCHIN
- 楢﨑誠
- 鳴瀬喜博
- 難波章浩
- 新津健二
- Ni〜ya
- ニール・スチューベンハウス
- ニール・マーレイ
- ニーロ・セヴァネン
- 西村麻聡
- 西山史晃
- ニック・シンパー
- ネイザン・イースト
- ネクロブッチャー
- NOISY
- ノエル・レディング
- 野崎森男

## は行
- パーシー・ジョーンズ
- パーシー・ヒース
- パウロ鈴木。
- 長谷川カオナシ
- バーナード・エドワーズ
- ハマ・オカモト
- 早川岳晴
- バリー・スパークス
- HEATH
- ピーター・イワース
- ピーター・セテラ
- ピーター・テクレン
- ピーター・フック
- ピート・ウェンツ
- 樋口豊
- 日詰昭一郎
- 人時
- P-Nut
- ヒュー・マクドナルド
- ヒライハルキ
- ビリー・コックス
- ビリー・シーン
- ビル・ワイマン
- ヒロシ
- 廣瀬洋一
- フィル・ライノット
- ブーツィー・コリンズ
- フェリックス・パパラルディ
- 福岡晃子
- 船原長生
- ブライアン・ウィルソン
- フランキー・ポーレイン
- フリー
- フルカワミキ
- ヘンカ・ブラックスミス
- ポール・ジャクソン
- ポール・チェンバース
- ポール・マッカートニー
- 細野晴臣
- ボブ・デイズリー
- ボブ・ボーグル
- 堀内一史
- 堀江晶太
- BON

## ま行
- マーカス・ミラー
- マーク・キング
- マーティン・ヘンリクソン
- マイク・ダーント
- マイク・ラザフォード
- マイケル・レポンド
- 舞衣子
- 瞬火
- 松井常松
- MAKKO
- マット・ペグ
- 松原秀樹
- マルコ・ヒエタラ
- 丸山隆平
- 三浦淳悟
- 美久月千晴
- 水江慎一郎
- 水野正敏
- 水橋孝
- ミック・カーン
- 蓑輪裕之
- MIYA
- 345
- 宮城伸一郎
- ムハンマド・スイスメズ
- 村井研次郎
- 村上聖
- 森田晃平

## や行
- 八乙女光
- 矢沢永吉
- 安井佑輝
- 谷田部憲昭
- ヤニ・ステファノヴィック
- 山内テツ
- 山口達也
- 山下昌良
- 山田貴洋
- 山田パンダ
- やまもとひかる
- ヤリ・マーエンパー
- 湯川トーベン
- ユッカ・コスキネン
- 吉沢洋治
- 吉田彰
- 吉田建
- 吉田健志
- ヨナス・キェルグレン
- ヨナス・ビョーラー
- ヨハン・リーヴァ
- ヨルン・パウル・テセリン

## ら行
- ラリー・グラハム
- リック・ダンコ
- リーランド・スカラー
- リチャード・ヘル
- リチャード・ボナ
- Ryota
- ルイス・ジョンソン
- ルイズルイス加部
- ルディ・サーゾ
- ルートヴィヒ・シュトライヒャー
- ルネ・エリクセン
- レイ・ブラウン
- れいた
- レジー・ワークマン
- レミー・キルミスター
- LOW IQ 01
- 六川正彦
- ロジャー・ウォーターズ
- ロジャー・グローヴァー
- ロニー・プラキシコ
- ロバート・トゥルージロ
- ロン・カーター

## わ行
- 和佐田達彦
- 渡辺敦子
- 渡辺建
- 渡辺英樹